# Gorilla nella nebbia
Gorilla nella nebbia (Gorillas in the Mist) è un film del 1988 di Michael Apted, tratto dall'autobiografia omonima di Dian Fossey (1983).

## Trama
Il film si basa sugli ultimi anni della vita di Dian Fossey, ricercatrice statunitense specializzata nel gorilla di montagna del Congo e Uganda. 
Nei primi anni 1980 la ricercatrice, con l'aiuto delle rivista National Geographic, ottenne i finanziamenti per costruire un piccolo campo base sulle montagne africane del Congo per censire, studiare e riferire in lunghi reportage il comportamento dei gorilla di montagna, una specie poco conosciuta e studiata poiché molto difficile da avvicinare. Così, dopo un'iniziale diffidenza e ostilità da parte della popolazione indigena e un duro scontro con le autorità del Congo, che vendono piccoli di gorilla e altre specie a commercianti belgi di animali, indifferenti ai danni prodotti sull'ambiente, la ricercatrice riesce a contenere le stragi causate dai bracconieri, proteggendo un'ampia comunità di gorilla. 
Qualche tempo dopo, la Fossey si sposta in Ruanda sempre per il National Geographic: qui il gorilla di montagna è diventata una specie in pericolo di estinzione a causa del selvaggio bracconaggio. Nel frattempo la Fossey ha iniziato una storia d'amore con Bob Campbell, fotografo della National Geographic Society: è lui che attraverso le sue foto e i suoi filmati fa conoscere al mondo la causa delle ricercatrice che diventa famosa per il suo metodo di approcciarsi. La Fossey dimostra grande grinta e coraggio, che i suoi detrattori confondono con la follia. La Fossey inizia ad avere troppi nemici in Ruanda, soprattutto tra i bracconieri e le autorità da loro corrotte. La Fossey non accetta di andare via dall'Africa con Campbell, che ha già una moglie ma che intende separarsi (in realtà, fu la Fossey a lasciare il fotografo quando capì che lui non avrebbe mai divorziato dalla moglie). 
Quattro anni dopo il suo arrivo in Africa, Diane Fossey, la notte del 26 dicembre del 1985, viene uccisa a colpi di machete da un assassino che è rimasto sconosciuto, anche grazie alle scarse indagini della polizia ruandese che arrivò persino ad accusare uno studente statunitense che lavorava per una fondazione di salvaguardia degli animali. I principali indiziati  dell'omicidio della Fossey restano i bracconieri e i commercianti per cui loro lavoravano.

## Riconoscimenti
1989 - Premio Oscar
- Candidatura Migliore attrice protagonista a Sigourney Weaver
- Candidatura Migliore sceneggiatura non originale a Anna Hamilton Phelan e Tab Murphy
- Candidatura Miglior montaggio a Stuart Baird
- Candidatura Migliore colonna sonora a Maurice Jarre
- Candidatura Miglior sonoro a Andy Nelson, Brian Saunders e Peter Handford

1989 - Golden Globe 
- Migliore attrice in un film drammatico a Sigourney Weaver
- Migliore colonna sonora originale a Maurice Jarre
- Candidatura Miglior film drammatico